# L'affare Dreyfus (film)
L'affare Dreyfus (I Accuse!) è un film del 1958 diretto da José Ferrer ispirato all'Affare Dreyfus.

## Trama
Nel 1894 Alfred Dreyfus, capitano ebreo dell'esercito francese, viene falsamente accusato di tradimento e condannato all'ergastolo sull'Isola del Diavolo. Il Maggiore Ferdinand Walsin-Esterhazy, un ufficiale di fanteria di origine ungherese, partecipa alle indagini. Quando viene scoperto che è lui la vera spia, l'esercito francese cerca di nascondere la verità scagionando il traditore in un finto processo.
Émile Zola, il famoso scrittore francese, scrive una lettera aperta al primo ministro francese intitolata J'accuse, che rivela la verità dietro la copertura. La lettera viene pubblicata sul giornale, provocando una tempesta di fuoco in tutto il mondo, portando a un riesame dell'intero caso Dreyfus. Alla fine, Esterhazy è costretto ad una confessione completa e Dreyfus viene completamente scagionato ed in seguito, inserito nella Legion d'onore francese.